# Katie Leung
Katie Leung (*8. srpna 1987) je skotská herečka čínského původu, která hrála Cho Changovou v Harrym Potterovi.
Narodila se v Motherwellu. Po rozvodu rodičů, Peter a Kar Wai Li Leung, bydlí Katie s otcem. Navštěvuje Hamilton College. Nyní žije v Londýně. Katie je velká fanynka hudby, poslouchá zejména pak R&B, Pop, Rock a Hip Hop. Také hraje na piano.

## Kariéra
Katie Leung si v roce 2005 zahrála ve filmu Harry Potter a Ohnivý pohár, jako objekt Harryho zalíbení. Byla to její první profesionální příležitost, ale také první herecká role. V únoru 2004 se Katie zúčastnila veřejného konkurzu, kde roli získala v klání s dalšími 5000 uchazečkami. Na konkurz se dostala jen čirou náhodu. Katie si řekla, že by to mohlo být zábava. V den konkurzu se zařadila do fronty mezi tisíce dívek, které chtěly roli Cho Changové získat. Po úvodní části konkurzu ji nesmírně překvapilo, že se dostala do užšího výběru. Domnívala se, že roli může stěží kdy získat. Po několika dalších konkurzech a kamerových zkouškách jí však ze štábu zavolali a oznámili, že ve čtvrtém díle série bude roli Cho hrát právě ona.

## Filmografie
- Harry Potter a Ohnivý pohár (Harry Potter and the Goblet of Fire, 2005)
- Harry Potter a Fénixův řád (Harry Potter and the Order of the Phoenix, 2007)
- Hercule Poirot XI Kočka mezi holuby 2008 ... Hsui Tay
- Harry Potter a princ dvojí krve (Harry Potter and the Half-Blood Prince, 2009)
- Harry Potter a Relikvie smrti – část 1 (Harry Potter and the Deathly Hallows: Part 1, 2010)
- Harry Potter a Relikvie smrti – část 2 (Harry Potter and the Deathly Hallows: Part 2, 2011)